# Norman Macfarlane
Pour les articles homonymes, voir Macfarlane.
Norman Somerville Macfarlane, baron Macfarlane de Bearsden, (né le 5 mars 1926 et mort le 5 novembre 2021) est un industriel écossais et ancien membre de la Chambre des lords. Il siège sur les bancs conservateurs.

## Biographie
Macfarlane est membre du Council CBI Scotland de 1975 à 1981, membre du conseil d'administration de la Scottish Development Agency de 1979 à 1987 et membre de la Royal Fine Art Commission for Scotland de 1980 à 1982. Macfarlane reçoit un titre de chevalier le 9 février 1983, et créé pair à vie avec le titre de baron Macfarlane de Bearsden, de Bearsden dans le district de Bearsden et Milngavie le 29 juillet 1991 et fait chevalier du chardon le 3 décembre 1996. Il prend sa retraite de la Chambre des lords le 21 juillet 2016. Il est Lord Haut-Commissaire à l'Assemblée générale de l'Église d'Écosse en 1992, 1993 et 1997. Il est membre du Glasgow Art Club depuis 1969. En 1991, il est élu membre de la Royal Society of Edinburgh. Macfarlane est le patron honoraire de Queen's Park.